# 阿隆·哈維斯
阿隆·哈維斯（英語：Aaron Jarvis；1986年5月20日—）是一位威爾斯橄欖球運動員。他是威爾斯國家橄欖球隊的一員，代表威爾斯參加了2015年世界盃橄欖球賽。